# Olympische Winterspiele 1936/Skilanglauf
Bei den IV. Olympischen Winterspielen 1936 in Garmisch-Partenkirchen fanden drei Wettbewerbe im Skilanglauf statt. Diese galten gleichzeitig als 13. Nordische Skiweltmeisterschaften. Somit wurden neben olympischen Medaillen auch Weltmeisterschaftsmedaillen vergeben. Austragungsort war das Olympia-Skistadion. Neu im olympischen Programm war die Langlaufstaffel.
Wie bei den Spielen zuvor sowie bei den Weltmeisterschaften beherrschten die Sportler aus den skandinavischen Ländern das Geschehen komplett. Sie teilten sämtliche Medaillen unter sich auf, in den Einzeldisziplinen gelang keinem Sportler aus anderen Nationen eine Platzierung unter den ersten sechs. Der vierte Platz in der Langlaufstaffel für Italien war noch das Beste, was für Sportler aus den nichtskandinavischen Ländern herauskam.

## Bilanz

### Medaillenspiegel
| Platz  | Land     | Gold | Silber | Bronze | Gesamt |
| ------ | -------- | ---- | ------ | ------ | ------ |
| 1      | Schweden | 2    | 1      | 2      | 5      |
| 2      | Finnland | 1    | –      | 1      | 2      |
| 3      | Norwegen | –    | 2      | –      | 2      |
| Gesamt | Gesamt   | 3    | 3      | 3      | 9      |

### Medaillengewinner
| Disziplin         | Gold                                                            | Silber                                                                | Bronze                                                         |
| ----------------- | --------------------------------------------------------------- | --------------------------------------------------------------------- | -------------------------------------------------------------- |
| 18 km             | Erik Larsson (SWE)                                              | Oddbjørn Hagen                                                        | Pekka Niemi (FIN)                                              |
| 50 km             | Elis Wiklund (SWE)                                              | Axel Wikström (SWE)                                                   | Nils-Joel Englund (SWE)                                        |
| 4 × 10 km Staffel | FinnlandKalle Jalkanen Klaes Karppinen Matti Lähde Sulo Nurmela | NorwegenSverre Brodahl Oddbjørn Hagen Olaf Hoffsbakken Bjarne Iversen | SchwedenJohn Berger Arthur Häggblad Erik Larsson Martin Matsbo |

## Ergebnisse

### 18 km
| Platz | Land | Athlet              | Zeit (h) |
| ----- | ---- | ------------------- | -------- |
| 1     | SWE  | Erik-August Larsson | 1:14:38  |
| 2     | NOR  | Oddbjørn Hagen      | 1:15:33  |
| 3     | FIN  | Pekka Niemi         | 1:16,59  |
| 4     | SWE  | Martin Matsbo       | 1:17:02  |
| 5     | NOR  | Olaf Hoffsbakken    | 1:17:37  |
| 6     | NOR  | Arne Rustadstuen    | 1:18:13  |
| 7     | FIN  | Sulo Nurmela        | 1:18:20  |
| 8     | SWE  | Arthur Häggblad     | 1:18:55  |
| 9     | NOR  | Bjarne Iversen      | 1:18:56  |
| 10    | TCH  | Lukáš Mihalák       | 1:19:01  |
|       |      |                     |          |
| 18    | GER  | Walter Motz         | 1:21:20  |
| 20    | GER  | Georg von Kaufmann  | 1:22:39  |
| 26    | SUI  | August Sonderegger  | 1:24:27  |
| 27    | GER  | Anton Zeller        | 1:24:32  |
| 28    | AUT  | Harald Bosio        | 1:24:39  |
| 29    | GER  | Friedl Däuber       | 1:24:57  |
| 31    | SUI  | Willi Bernath       | 1:25:12  |
| 36    | AUT  | Hans Jamnig         | 1:26:20  |
| 39    | AUT  | Fred Rößner         | 1:27:05  |
| 40    | SUI  | Adolf Freiburghaus  | 1:27:08  |
| 41    | AUT  | Erich Gallwitz      | 1:27:28  |
| 51    | SUI  | Eduard Müller       | 1:32:04  |

Datum: 12. Februar 1936, 10:00 Uhr
75 Teilnehmer aux 22 Ländern, davon 72 in der Wertung.
Dieser 18-km-Langlauf war gleichzeitig der erste Teil der Nordischen Kombination. Die Strecke führte durchwegs an Nordhängen mit ausgezeichneter Schneelage. Es ging östlich in Richtung Kaltenbrunn, danach der Kanker entlang. Es gab immer wieder Auf- und Abstiege, der Hauptanstieg lag bereits nach dem Wendepunkt bei Kilometer 9, wo es oberhalb von Kaltenbrunn bei Kilometer 11,5 nach Wamberg hinaufging. Der höchste Punkt (1020 m) lag in einem Waldstück nach 12,5 km. Im weiteren Verlauf gab es einige Abfahrten, davon eine sehr steile, die man nicht in voller Fahrt nehmen durfte. Es gab noch eine Gegensteigung – und nach Querung eines letzten Hanges und einer Holzbrücke erfolgte mit einer kurzen Schussfahrt der Einlauf ins Stadion. Die Loipe war vom ehemaligen deutschen Skimeister Martin Neuner angelegt worden. Am Morgen des Renntages hatte es leicht geschneit, aber Spurmannschaften polierten in den Morgenstunden den frischen Schneen vollständig weg. Beim Start um 10 Uhr zeigte das Thermometer im Skistadion ca. 0 °C an. Wohl taute es gegen Schluss der Konkurrenz im Talgrund, aber an den Nordhängen, wo die Strecke verlief, hatte die zunehmende Erwärmung keinen Einfluss.
Die erwartete skandinavische Dominanz trat ein, wobei die erreichten Zeiten der Spitzenläufer um einiges unter den Schätzungen der Experten mit einer Stunde und 20 Minuten lagen. Nach der norwegischen Dominanz 1924 und 1928 gab es allerdings wie 1932 einen überraschenden schwedischen Sieg. Es waren auch wieder einmal die Läufer der Tschechoslowakei mit den Plätzen 10 und 11, die im Ringen der Nicht-Skandinavier sich weitaus besser als die Italiener hervortaten. Die Deutschen hatten in den letzten Jahren Fortschritte gemacht, doch ihre Hoffnungen, beste Mitteleuropäer zu werden, erfüllten sich nicht. Von den Italienern war bekannt, dass dort in den letzten zwei Jahren eine unübertreffliche Vorbereitung durchgeführt worden war, was allerdings auch eine finanzielle Frage war – und hier konnte die Schweiz nicht mithalten, deren Läufer sich im Rahmen der Erwartungen klassierten.

### 50 km
| Platz | Land | Athlet            | Zeit (h) |
| ----- | ---- | ----------------- | -------- |
| 1     | SWE  | Elis Wiklund      | 3:30:11  |
| 2     | SWE  | Axel Wikström     | 3:33:20  |
| 3     | SWE  | Nils-Joel Englund | 3:34:10  |
| 4     | SWE  | Hjalmar Bergström | 3:35:50  |
| 5     | FIN  | Klaes Karppinen   | 3:39:33  |
| 6     | NOR  | Arne Tuft         | 3:41:18  |
| 7     | FIN  | Frans Heikkinen   | 3:42:44  |
| 8     | FIN  | Pekka Niemi       | 3:41:18  |
| 9     | TCH  | Cyril Musil       | 3:46:12  |
| 10    | YUG  | Franc Smolej      | 3:47:40  |
|       |      |                   |          |
| 24    | GER  | Matthias Wörndle  | 4:03:33  |
| 25    | GER  | Fritz Gaiser      | 4:05:44  |
| 30    | GER  | Josef Ponn        | 4:13:12  |
| 32    | GER  | Erich Marx        | 4:25:48  |

Datum: 15. Februar 1936, 08:00 Uhr
36 Teilnehmer aus 11 Ländern, davon 34 in der Wertung.

### 4 × 10 km Staffel
| Platz | Land / Athleten                                                             | Zeit                                              |
| ----- | --------------------------------------------------------------------------- | ------------------------------------------------- |
| 1     | Finnland Sulo Nurmela Klaes Karppinen Matti Lähde Kalle Jalkanen            | 2:41:33 h 42:34 min 39:56 min 39:49 min 39:14 min |
| 2     | Norwegen Oddbjørn Hagen Olaf Hoffsbakken Sverre Brodahl Bjarne Iversen      | 2:41:39 h 41:32 min 39:33 min 39:52 min 40:42 min |
| 3     | Schweden John Berger Erik Larsson Arthur Häggblad Martin Matsbo             | 2:43:03 h 42:49 min 39:39 min 40:34 min 40:01 min |
| 4     | Italien Giulio Gerardi Severino Menardi Vincenzo Demetz Giovanni Kasebacher | 2:50:05 h 43:49 min 40:59 min 41:51 min 43:16 min |
| 5     | Tschechoslowakei Cyril Musil Gustl Berauer Lukáš Mihalák František Šimůnek  | 2:51:56 h 45:50 min 42:14 min 41:27 min 42:25 min |
| 6     | Deutschland Friedl Däuber Willy Bogner sr. Herbert Leupold Anton Zeller     | 2:54:54 h 49:22 min 41:29 min 41:37 min 42:26 min |
| 7     | Polen Michał Górski Marian Woyna-Orlewicz Stanisław Karpiel Bronisław Czech | 2:58,50 h 46:37 min 42:55 min 44:35 min 44:43 min |
| 8     | Österreich Erich Gallwitz Fred Rößner Hans Baumann Harald Bosio             | 3:02,48 h 49:19 min 45:00 min 45:13 min 43:16 min |
| 9     | Frankreich Robert Gindre Fernand Mermoud Léonce Cretin Alfred Jacomis       | 3:03:33 h                                         |
| 10    | Jugoslawien Leon Knap Avgust Jakopič Alojz Klančnik Franc Smolej            | 3:04:38 h                                         |
| 11    | USA Berger Torrissen Warren Chivers Richard Parsons Karl Magnus Satre       | 3:06:26 h                                         |
| 12    | Japan Yamada Ginzō Sekido Tsutomu Yamada Shinzō Tadano Hiroshi              | 3:10:59 h                                         |
| 13    | Lettland Herberts Dāboliņš Pauls Kaņeps Edgars Gruzītis Alberts Riekstiņš   | 3:26:08 h                                         |
| 14    | Rumänien Willi Zacharias Iosif Covaci Ioan Coman Rudolf Klöckner            | 3:27:50 h                                         |
| 15    | Bulgarien Christo Kotschow Iwan Angelakow Dimitar Kostow Ratscho Schekow    | 3:29:39 h                                         |
| DNF   | Türkei Reşat Erceş Sadri Erkılıç Cemal Tiğin Mahmut Şevket Karman           |                                                   |

Datum: 10. Februar 1936, 09:00 Uhr; 16 Staffeln am Start, davon 15 in der Wertung.
Rund 6000 Zuschauer waren anwesend; es herrschte kaltes, windiges Wetter mit leichtem Schneetreiben. Für die ersten drei Plätze der 16 Staffeln (die Schweiz hatte nicht genannt) kamen nur die skandinavischen Nationen in Frage, was sich dann auch in der Zeitdifferenz von 7:02 Minuten zwischen Bronze und Rang 4 zeigte, wobei die Leistung der Italiener ebenfalls als großartig anzusehen war. Das erwartete Duell zwischen Italien und Deutschland fand nicht statt, denn Startläufer Friedl Däuber hatte die falsche Wachswahl getroffen, so dass das Heimteam mit Rang 10 ins Hintertreffen geriet. Während Italiens Startläufer Gerardi auf Rang 3 (Rückstand 2:27 min auf den führenden Oddbjørn Hagen) übergab, hatte Däuber 7:50 min Rückstand. Der zweite Deutsche, Willy Bogner sr., lief fünftbeste Zeit (der Rückstand auf den besten Mann dieses Streckenabschnitts, Hoffsbakken, betrug nicht ganz 2 Minuten). Herbert Leupold lief ebenfalls fünfte Zeit, ließ Demetz um 14 Sekunden hinter sich. Der deutsche Langlaufmeister Anton Zeller, um 50 Sekunden besser als Kasebacher, brachte das deutsche Team noch auf den sechsten Platz.
Österreich behauptete sich wider Erwarten noch vor den Franzosen, von denen mehr erwartet worden war. Die Türkei war schon nach dem Massenstart Schlusslicht gewesen; ihr vierter Läufer Mahmut Şevket musste wegen Verletzung aufgeben. Den Zweikampf um Gold gab es erst am vierten Abschnitt, wobei Iversen mit großem Vorsprung auf Jalkanen das Stadion verlassen hatte – und wider Erwarten hatten die finnischen Betreuer die Situation als nicht aussichtslos betrachtet, denn sie wussten um Jalkanens Stärke. Es kamen schon bald Meldungen von der erfolgreichen Aufholjagd des Finnen über den Lautsprecher. Beim dritten Kontrollposten befand er sich im Schlepptau von Iversen. Auf dem Rückweg ins Stadion war der Finne bereits voran und kam mit etwa zehn Skilängen Vorsprung ins Ziel.